# Râul Căpățâna, Lozova
Râul Căpățâna este un curs de apă, afluent al râului Lozova. 